# Алексеевка (Магдагачинский район)
Алексеевка — упразднённая деревня в Магдагачинском районе Амурской области России.

## География
Урочище находится в центральной части Амурской области, к югу от реки Тыгды, на расстоянии примерно 82 километров (по прямой) к юго-востоку от посёлка городского типа Магдагачи, административного центра района. Абсолютная высота — 267 метров над уровнем моря.

## История
По данным 1926 года в деревне имелось 22 хозяйства крестьянского типа и проживало 99 человек (55 мужчин и 44 женщины). В национальном составе населения преобладали русские. В административном отношении входила в состав Горкинского сельсовета Тыгдинского района Зейского округа Дальневосточного края.